# Emilio Teza

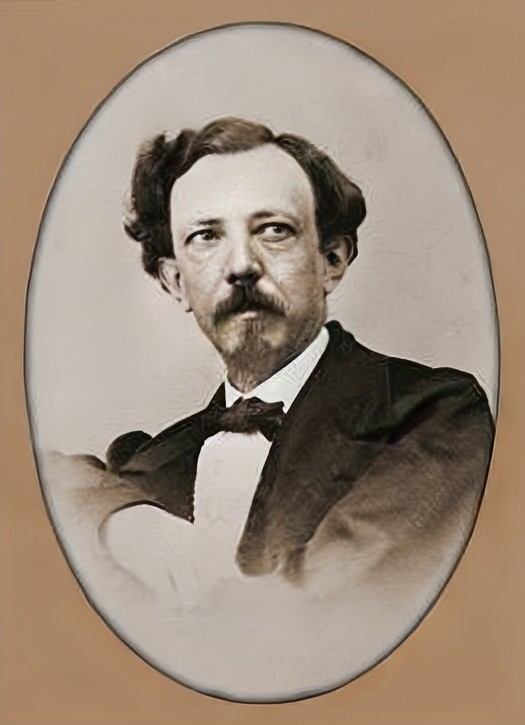
Emilio Teza

Emilio Teza (* 24. September 1831 in Venedig; † 30. März 1912 in Padua) war ein italienischer Romanist, Indogermanist, Orientalist, Philologe, Linguist, Literaturwissenschaftler und Übersetzer.

## Leben und Werk
Teza, zuerst Bibliothekar – zunächst an der Biblioteca Marciana in seiner Heimatstadt, dann an der Biblioteca Laurenziana in Florenz –, war ab 1860 Ordinarius  an der Universität Bologna, später in Pisa und Padua.
Teza publizierte kein bedeutendes Buch, sondern zahlreiche kürzere gelehrte Arbeiten aus den verschiedensten Bereichen der Sprach- und Literaturwissenschaft betreffend alle Kontinente und viele Sprachen (vom Sanskrit über das Koptische bis zu den Kreolsprachen). Er übersetzte aus mehreren Sprachen (u. a. Goethes Hermann und Dorothea) und unterhielt eine weitgespannte Korrespondenz mit Gelehrtenkollegen aus dem In- und Ausland.
1886 wurde er in die Accademia della Crusca in Florenz aufgenommen, ab 1891 war er Mitglied der Accademia Nazionale dei Lincei.

## Werke (Auswahl)
- (Hrsg.) Vita, giornali, lettere di Vittorio Alfieri, Florenz 1861
- (Hrsg.) La Fisiognomia, trattatello in francese antico colla versione italiana del, Bologna 1864,  1968
- Saggi inediti di lingue americane, Pisa 1868
- (Hrsg.) Rainardo e Lesengrino, Pisa 1869
- (Hrsg.) Catechismo dei missionari cattolici in lingua algonchina, Pisa 1872
- (Übersetzer) Traduzioni, Mailand 1888
- (Übersetzer) Guglielmo de Lorris, Dal Romanzo della Rosa, Padua 1896

### Briefwechsel (carteggi)
- Epistolario de Rufino José Cuervo y Emilio Teza, hrsg. von Ana Hauser und Jorge Páramo Pomareda, Bogotá 1965
- Carteggio G. I. Ascoli-E. Teza, hrsg. von Rita Peca Conti, Pisa 1978
- Ivan Seidl, Jaroslav Vrchlický a Emilio Teza v kontextu česko-italských literárních a kulturních vztahů, Brno 1988
- A correspondência entre Joaquim de Araújo e Emilio Teza, 1895–1910. Espólios da Biblioteca Nazionale Marciana, de Veneza, hrsg. von Manuel G. Simões, Lissabon 1998